# Baeckea tuberculata
Baeckea tuberculata là một loài thực vật có hoa trong Họ Đào kim nương. Loài này được Trudgen mô tả khoa học đầu tiên năm 1986.